# Nezvîsko, Horodenka
Nezvîsko (în ucraineană Незвисько) sau Nezvisko este localitatea de reședință a comunei Nezvîsko din raionul Horodenka, regiunea Ivano-Frankivsk, Ucraina.

## Demografie
Componența lingvistică a localității Nezvîsko
     Ucraineană (99,63%)
     Alte limbi (0,38%)
Conform recensământului din 2001, majoritatea populației localității Nezvîsko era vorbitoare de ucraineană (99,63%), existând în minoritate și vorbitori de alte limbi.